# Menla hagyatéka
A Menla hagyatéka (angolul: The Legacy of Menla) egy 2016-ban bemutatott magyar–angol dokumentumfilm, amelyet Miklós Ádám író-rendező készített. A film a tibeti gyógyászat évszázados hagyományait és a modern rákgyógyítás alternatív megközelítéseit mutatja be, különös tekintettel a tibeti orvoslás gyakorlatára Indiában.

## Történet
A dokumentumfilm középpontjában Dr. Dorjee Rapten Neshar, egy indiai tibeti orvos áll, aki a hagyományos tibeti gyógyászat módszereit alkalmazza a rákos betegek kezelésében. A film betekintést nyújt a dél-indiai Bangalore városában működő klinika mindennapjaiba, valamint a Himalája lábánál fekvő Dharamsala városába, ahol a Men-Tsee-Khang, a tibeti orvoslás és asztrológia fő intézménye található. A stáb a forgatás során ellátogatott a Himalája magaslataiba is, hogy dokumentálja a gyógynövények gyűjtésének folyamatát, amely a tibeti gyógyászat egyik alapköve. 

## Cím jelentése
A film címe, Menla, a tibeti gyógyító Buddha neve, aki a tibeti hagyomány szerint a gyógyítás és az együttérzés megtestesítője. A "hagyaték" kifejezés utal a tibeti gyógyászat több ezer éves tudására és annak továbbadására a modern világban.

## Stáb
- Rendező: Miklós Ádám
- Producer: Száki Adrián
- Forgatókönyvíró: Miklós Ádám, Maryam Elka Ansari
- Operatőr: Miklós Ádám
- Vágó: Miklós Ádám
- Gyártásvezető: Száki Adrián
- Zeneszerző: Robin Buitendjik
- Narrátorok: Tom Bennett, Dr. Dorjee Rapten Neshar[6][7][8]

### Forgatási helyszínek
A film forgatása során a stáb több indiai városban is járt, többek között Bangalore-ban, Kochiban, Chennaiban és Dharamsalában. A forgatás során a stáb tagjai együtt éltek és dolgoztak a tibeti orvosokkal, így mélyebb betekintést nyerhettek a tibeti gyógyászat mindennapjaiba.

### Fogadtatás
A Menla hagyatéka pozitív fogadtatásban részesült mind a kritikusok, mind a nézők körében. A film érzékenyen és hitelesen mutatja be a tibeti gyógyászat és a modern orvostudomány közötti kapcsolatot, valamint a betegek és gyógyítók közötti mély emberi kapcsolatokat.